# 1674 az irodalomban
Az 1674. év az irodalomban.

## Új művek
- Nicolas Boileau megjelenteti L’art poétique (Költészettan) című nagy hatású tankölteményét, „mely a romantikusok lázadásáig teljes tekintéllyel szabályozza a verselést.”[1]
- Angelus Silesius német költő aforizmáinak gyűjteménye: Cherubinischer Wandersmann (Arkangyali vándor).[2]
- Jean Racine tragédiája, az Iphigenia (Iphigénie) bemutatója.

## Születések
- július 17. – Isaac Watts angol teológus, himnuszköltő († 1748)

## Halálozások
- június 14. – Marin Le Roy de Gomberville francia költő, író (* 1600)
- november 8. – John Milton angol költő, a barokk irodalom egyik legnagyobb alakja, az Elveszett paradicsom szerzője (* 1608)